# ايزوفكتور
يُشير مصطلح Isovector (ايزوفكتور) في مجال فيزياء الجسيمات إلى تحويل ناقل الجسيم الذي ينتمي إلى مجموعة من SU(2) منأيزوسبين . وهذا المصطلح يعود إلى حالة ثلاثية تحتويها مكوّن واحد من أيزوسبين ويكون هو المكوّن الثالث إمّا 1،0 أو 1-، و هذة الحالة مشابهه لزيادة جسيمين للحالة الثلاثية إلى الغزل أو اللف المغزلي .